# 伊赫桑·哈吉萨菲
伊赫桑·哈吉萨菲（波斯語：‌احسان حاج‌صفی；1990年2月25日—），是一名伊朗职业足球运动员，司职后卫。现效力于希腊足球超級联赛球队AEK雅典，他也代表伊朗国家足球队。

## 荣誉
沙巴罕
- 伊朗职业足球联赛冠军：2009/10赛季、2010/11赛季、2014/15赛季
- 哈斯菲盃冠军：2005/06赛季、2006/07赛季、2012/13赛季
- 亚足联冠军联赛亚军：2007

大不里士拖拉机
- 哈斯菲盃冠军：2019/20赛季

### 国家队
伊朗
- 西亞足球錦標賽冠军：2008